# Viva Air Perú
Viva Air Perú fue una aerolínea de bajo costo comercial de pasajeros subsidiaria de la aerolínea colombiana Viva Air Colombia, fundada durante el 2016 bajo el nombre de Viva Air. Empezó a operar el 9 de mayo de 2017 con dos aviones Airbus A320, tipo A320-214, con una capacidad de 180 pasajeros y haciendo el primer vuelo inaugural de Lima-Iquitos.
Su centro de operaciones estaba ubicado en el Aeropuerto Internacional Jorge Chávez, en la ciudad del Callao y dentro del área metropolitana de Lima. Viva Air Perú pertenecían al grupo de Irelandia Aviation, desarrollador líder de aerolíneas de bajo costo del mundo liderada por Declan Ryan, uno de los fundadores de Ryanair. Como parte de su expansión por América Latina, el Perú se convertiría en el segundo país de Sudamérica en contar con el servicio de vuelo de bajo costo.

## Historia

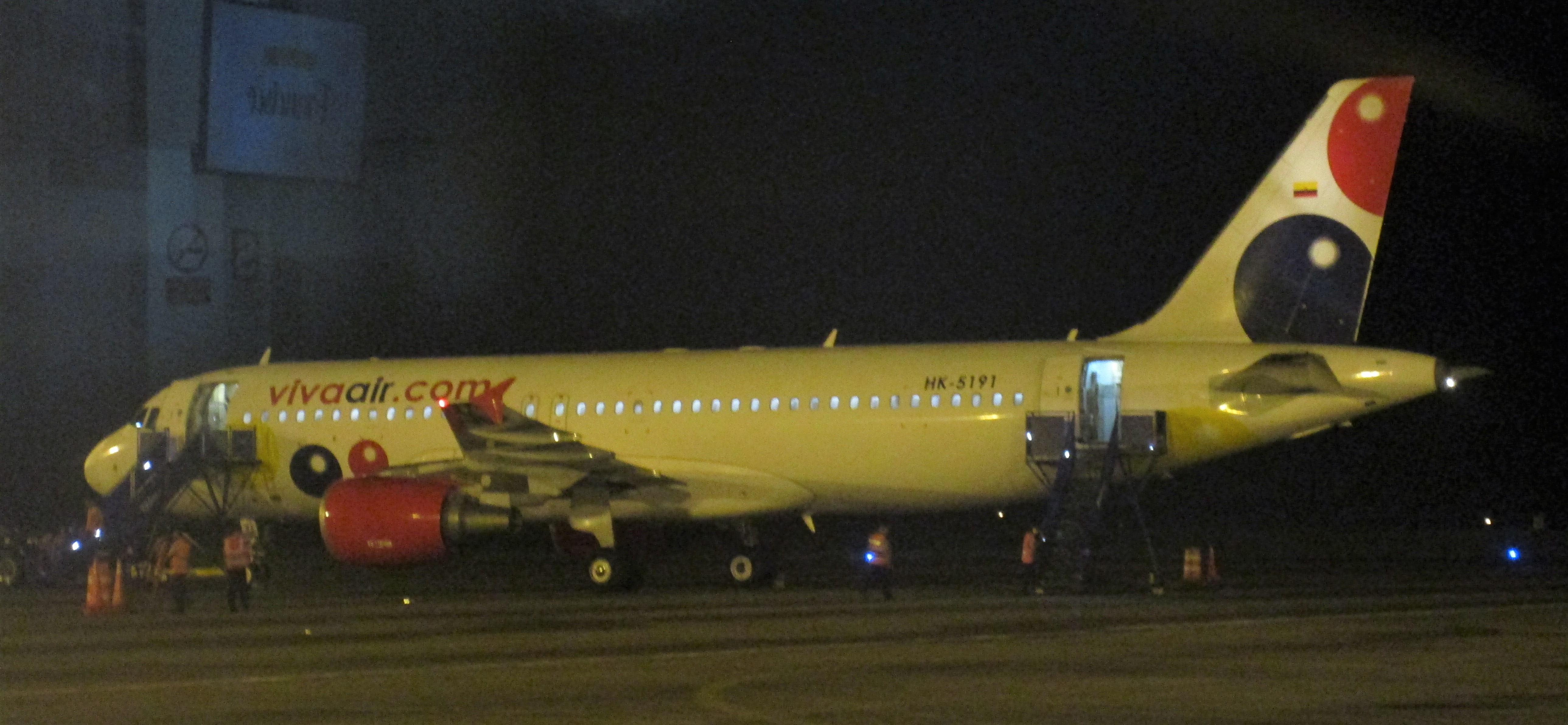
Airbus A320 Viva Air Perú en el Aeropuerto Internacional Coronel FAP Francisco Secada Vignetta de Iquitos.

A principios de noviembre de 2016, William Shaw (presidente de VivaColombia) y José Castellanos (director general de VivaColombia) anunciaron el ingreso de una nueva aerolínea de bajo costo en el Perú, que será operado el primer trimestre de 2017 por la compañía peruana Viva Air Perú mediante la integración del grupo Viva Latinoamérica e Irelandia Aviation. Ambos detallaron que esta nueva compañía contará con dos aviones Airbus A320 prestados de VivaColombia, con un costo de 60 soles por tramo y con ocho destinos nacionales, estimando que se transporte en su primer año de operación una cantidad de 700 mil pasajeros.
El 8 de noviembre de 2016, José Castellano detalló que su operación comercial tardaría hasta el mes de mayo del siguiente año por una demora en el proceso de obtención del certificado de operador aéreo por parte de las autoridades aeronáuticas peruanas, que dura aproximadamente un año. Más tarde, el mismo panorama se presenta el 15 de diciembre del mismo año mediante la presentación de una solicitud para obtener el permiso de operación de aviación comercial a las autoridades aeronáuticas peruanas, de la Dirección General de Aeronáutica Civil. Un proceso que durará veinte días o varios meses.
Finalmente, el 19 de enero de 2017 la compañía Viva Air Perú obtuvo del Ministerio de Transportes y Comunicaciones el permiso de operación para transporte aéreo regular nacional de pasajeros, carga y correo por un plazo de cuatro años, aclarando también que esperarán por la entrega del certificado de operador aéreo que tiene estimado llegar antes del mes de abril. Asimismo, José Castellanos detalló también que los precios se harían por tramos, con un coste de 60 soles por 30 minutos de vuelo.

### Operaciones y precios
En febrero de 2017, José Castellano confirmó que el 9 de mayo del mismo año empezaría la operación comercial así como la venta de pasajes el 20 de marzo. Conforme al precio del pasaje, aclaró que su precio base se mantendrá a 60 soles en todos los destinos, que no estaría regido por tramos de 30 minutos como se planteaba anteriormente:
- Este precio estaría limitado solo por una cantidad de asientos elegidos al azar y un límite de 10 kilos por equipaje.[15]
- En algunos casos, como el check-in, equipaje adicional y uso de mascotas, el precio incrementará.[16]

En el primer día se vendió 18000 pasajes; sin embargo, los usuarios expresaron su malestar en la impresión de los mismos.

### Cese de operaciones
El 23 de febrero de 2023 la aerolínea matriz, Viva Air Colombia, y la subsidiaria, Viva Air Perú, suspendieron sus operaciones de manera indefinida por problemas económicos, devolviendo sus aviones Airbus A320-200 a sus arrendadores.

## Antiguos destinos
La aerolínea comenzó a operar el día 9 de mayo de 2017. En el momento de su cese operaba los siguientes destinos nacionales e internacionales:
| Países                                           | Ciudades            | Aeropuertos                                       | Desde                    |
| Destinos nacionales                              | Destinos nacionales | Destinos nacionales                               | Destinos nacionales      |
| ------------------------------------------------ | ------------------- | ------------------------------------------------- | ------------------------ |
| Perú                                             | Cuzco               | Aeropuerto Internacional Alejandro Velasco Astete | Lima                     |
| Perú                                             | Lima                | Aeropuerto Internacional Jorge Chávez (HUB)       | Cuzco, Bogotá y Medellín |
| Destinos internacionales                         |                     |                                                   |                          |
| Colombia                                         | Bogotá              | Aeropuerto Internacional El Dorado                | Lima                     |
| Colombia                                         | Medellín            | Aeropuerto Internacional José María Córdova       | Lima                     |
| Total destinos: 2 nacionales, 2 internacionales. |                     |                                                   |                          |

## Antigua flota
En 2017 Viva Air Perú incorporó a su flota dos aeronaves procedentes de su homóloga colombiana Viva Air Colombia, manteniendo los mismos registros colombianos HK-5164 y HK-5191 (MSN1578 y MSN1657 respectivamente), gracias a los convenios de operación vigentes. Una tercera aeronave tipo Airbus 320 CEO, matrícula HK-4861 (MSN1867) con motores CFM56, se trasladó desde Colombia para reforzar su expansión en Perú. 
La flota de la aerolínea estuvo compuesta por los siguientes aviones:
| Aeronaves       | Total | Introducido | Retirado | Matrículas                                            |
| --------------- | ----- | ----------- | -------- | ----------------------------------------------------- |
| Airbus A320-200 | 6     | 2017        | 2023     | HK-5277, HK-5164, HK-5191, HK-4861, HK-5286 y HK-5273 |